# Szegvár
Szegvár is een plaats (nagyközség) en gemeente in het Hongaarse comitaat Csongrád. Szegvár telt 4789 inwoners (2007).